# Steve Clarke (bassiste)
Pour les articles homonymes, voir Steve Clarke et Clarke.
Steve Clarke est un bassiste américain de jazz-funk, adepte des basses Modulus Quantum six cordes.

## Discographie
- 1999 – Kickin'It
- 2001 – Sweet Surroundings
- 2002 – In The Third Lane
- 2003 – Precious Joy
- 2004 – Da Bass Is Loaded
- 2006 – Can You Hear Me Now?
- 2009 – New Beginnings, avec Mike Stern
- 2016 - Sparkle
- 2018 - Live in Europe